# M1097 Avenger
Аве́нджер (англ. Avenger, [əˈvenʤə] — «мститель») — американский самоходный зенитно-ракетный комплекс ближнего действия, размещённый на шасси автомобиля повышенной проходимости HMMWV. Комплекс разработан американской компанией Boeing Aerospace Company совместно с General Electric. Предназначен для поражения воздушных целей на встречных курсах и вдогон на высотах 0,05-3,8 км и дальностях 0,5-5,5 км.
На нём установлены два контейнера по 4 ракеты FIM-92 Stinger, зенитный пулемёт калибра 12,7 мм и РЛС. В комплект поставки входит выносной пульт дистанционного управления. Система обнаружения является всепогодной и обеспечивает обнаружение целей при любых условиях видимости за счёт встроенного тепловизора.

## История
Техническое задание на комплекс ПВО ближней дальности на основе имеющихся в наличии серийных ПЗРК было сформулировано практически сразу же после отмены закупочного плана зенитных самоходных установок «Сержант Йорк». Свои образцы на конкурс представил ряд компаний военной промышленности, в финал вышли три опытных прототипа машин-кандидатов от компаний «Дженерал дайнемикс», «Эл-Ти-Ви аэроспейс» и «Боинг аэроспейс». Победу в итоге одержала последняя, хотя первоначальный вариант её образца, получивший название «Авенджер», монтировался на шасси полноприводной машины повышенной проходимости от корпорации «Теледайн континентал» (представляющим собой «Ламборгини Чита» американского производства). Позже зенитно-ракетный модуль перенесли на шасси от «Америкэн дженерал», более известное как «Хамви».

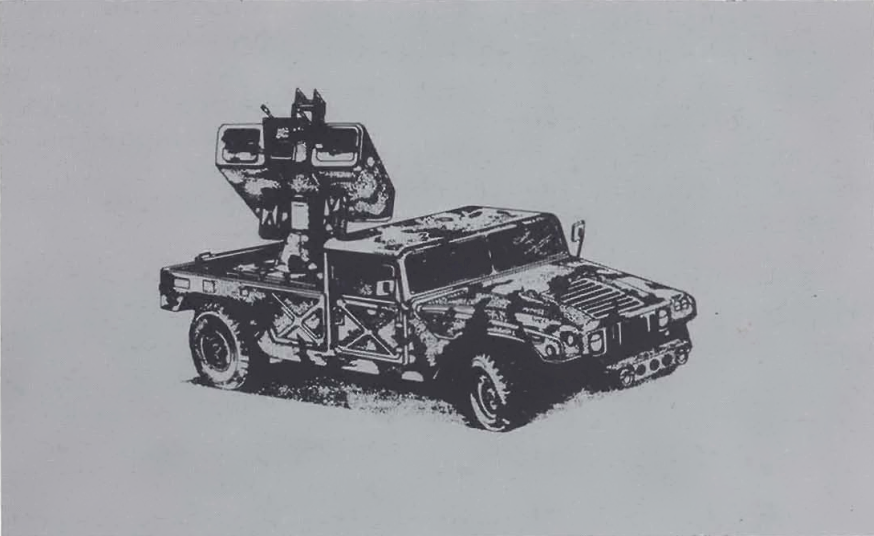
General Dynamics
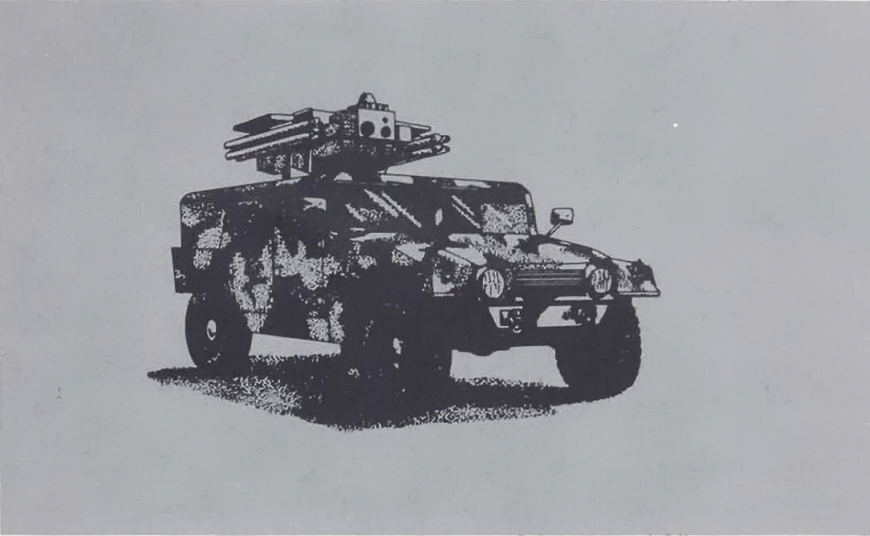
LTV
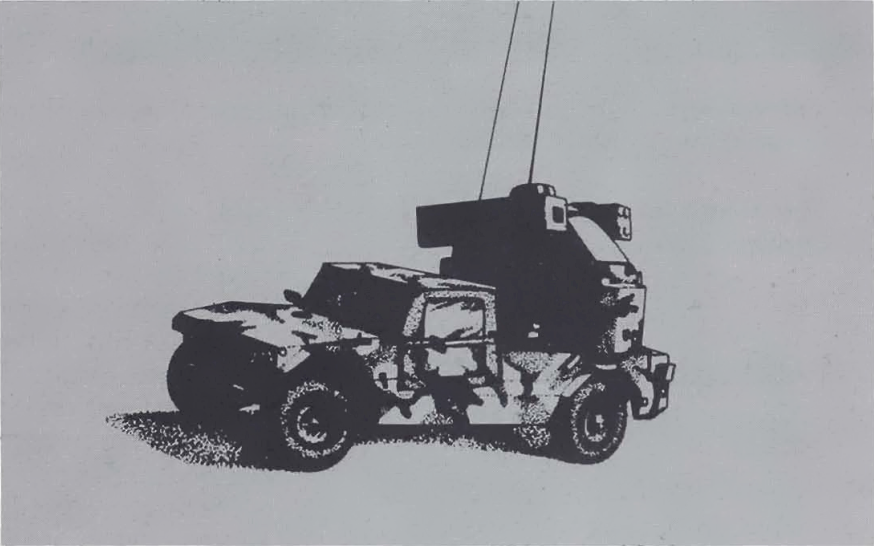
Boeing Aerospace

«Авенджер» был представлен мировой прессе 2—8 сентября 1990 года на ежегодной международной выставке вооружения и военной техники Фарнборо.

## Тактико-технические характеристики
| Характеристика                            | Значение |
| ----------------------------------------- | -------- |
| Дальность действия, км                    | 0,2-5,5  |
| Высота поражения, км                      | 0,05-3,8 |
| Масса ракеты, кг                          | 10,1     |
| Масса боевой части, кг                    | 3        |
| Длина ракеты, м                           | 1,52     |
| Диаметр ракеты, м                         | 0,07     |
| Экипаж, чел.                              | 2        |
| Масса, кг                                 | 3900     |
| Масса платформы, кг                       | 1134     |
| Ширина вместе с машиной, м                | 2,18     |
| Высота, м                                 | 2,59     |
| Длина платформы, м                        | 2,13     |
| Ширина платформы, м                       | 2,15     |
| Максимальная скорость боевой машины, км/ч | 105      |
| Запас хода, км                            | 563      |

## Закупки
| Закупки комплексов по видам вооружённых сил | Закупки комплексов по видам вооружённых сил | Закупки комплексов по видам вооружённых сил | Закупки комплексов по видам вооружённых сил | Закупки комплексов по видам вооружённых сил | Закупки комплексов по видам вооружённых сил |
| Год                                         | Армия                                       | Армия                                       | КМП                                         | КМП                                         | АИ                                          |
| Год                                         | ЗРК                                         | бюджет                                      | ЗРК                                         | бюджет                                      | АИ                                          |
| ------------------------------------------- | ------------------------------------------- | ------------------------------------------- | ------------------------------------------- | ------------------------------------------- | ------------------------------------------- |
| 1987                                        |                                             | 0                                           | не закупались                               | не закупались                               | [ 3 ]                                       |
| 1988                                        |                                             | $74,7 млн                                   | не закупались                               | не закупались                               | [ 3 ]                                       |
| 1989                                        |                                             |                                             | не закупались                               | не закупались                               | [ 3 ]                                       |
| 1990                                        |                                             |                                             | не закупались                               | не закупались                               |                                             |
| 1991                                        | 88                                          | $117,6 млн                                  | не закупались                               | не закупались                               | [ 4 ]                                       |
| 1992                                        | 144                                         | $183,6 млн                                  | 5                                           | $12,9 млн                                   | [ 4 ]                                       |
| 1993                                        | 144                                         | $148,2 млн                                  | 26                                          | $28,2 млн                                   | [ 4 ]                                       |

## Операторы

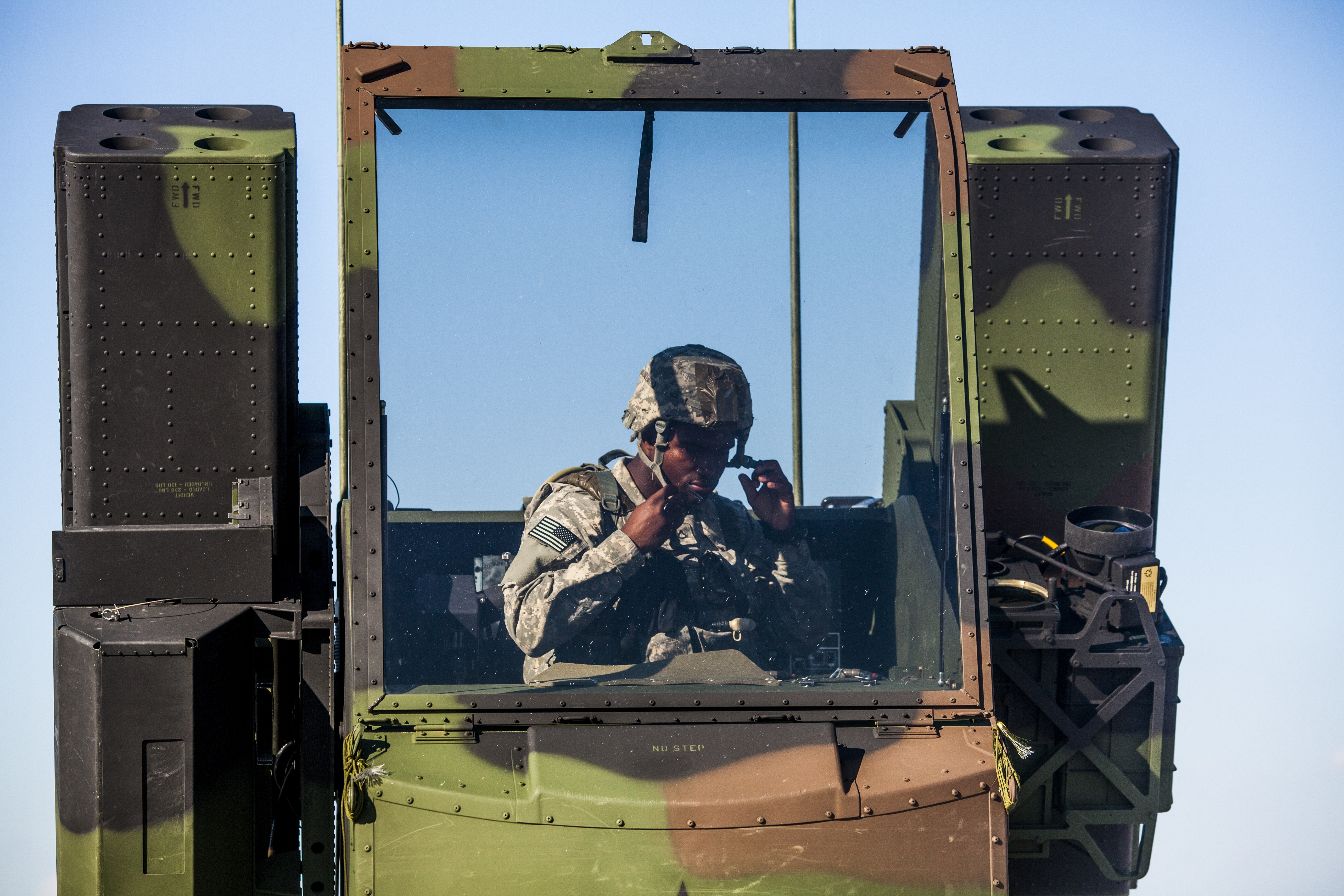
Кабина управления

- США — 703 машины на 2010 год[5]
- Египет — 50 машин на 2010 год[6]
- Саудовская Аравия — 400 машин на 2010 год[7]
- Китайская Республика — 74 машины на 2010 год[8]
- Чили — 40 машин на 2010 год[9]
- Украина — 6 машин по состоянию на 2024 год[10]
- Литва — некоторое количество на 2022 год[11][12]